# Abraham Lincoln
Abraham Lincoln (Hodgenville, 12. veljače 1809. – Washington, DC, 15. travnja 1865.), američki predsjednik i političar.
Još dok je kao splavar na Mississippiju gledao lancima vezane crnce za tržište robljem, zarekao se da će ustati protiv ropstva. Kao član Kongresa (od 1847. do 1849.) istupa protiv uvođenja ropstva na novim područjima Sjedinjenih Država. Godine 1854. u glasovitu govoru napada Dogovor Kansas - Nebraska Bill kojim se omogućavalo ropstvo u sjeverozapadnom dijelu zemlje. Iste godine sudjeluje u osnivanju nove Republikanske stranke i kao njezin kandidat, 6. studenog 1860. izabran je za predsjednika SAD-a.
Izbor istaknutog protivnika ropstva na čelo države bio je znak za pobunu robovlasničkom Jugu. Do ožujka 1861. sedam je južnih država napustilo Uniju i osnovalo Konfederaciju Američkih Država s Jeffersonom Davisom na čelu. U travnju iste godine počinje građanski rat koji završava pobjedom Unije i oslobađanjem crnih robova. Lincoln je za predsjednika izabran i na izborima 1864., a ubijen je godinu dana kasnije u atentatu u kazalištu, ubio ga je glumac sklon Konfederaciji John Wilkes Booth.Amerikanci ga doživljavaju kao jednog od svojih velikana jer je ukinuo ropstvo i vodio Uniju do pobjede u građanskome ratu.

## Životopis

### Rani život
Abraham Lincoln rođen je 12. veljače 1809. kao drugo dijete Thomasa Lincolna i Nancy Lincoln (rođene Hanks), u drvenoj jednosobnoj kući u okrugu Hardin (danas okrug LaRue), savezna država Kentucky, na Sinking Spring farmi. Njegov djed po očevoj strani doselio je s obitelj iz savezne države Virginia u okrug Jefferson, Kentucky, gdje je poginuo u indijanskom napadu 1786. Thomas je ostao sam se snalaziti u životu. Lincolnova majka, Nancy, bila je kćerka Lucy Hanks. Nancy je rođena u okrugu Mineral, Zapadna Virginia, tada dio savezne države Virginia. Lucy se s Nancy preselila u Kentucky. Nancy Hanks udala se za Thomasa koji je postao ugledan građanin. Kupio je i prodao nekoliko farmi, od kojih je jedna bila Knob Creek. Obitelj je pohađala baptističku Crkvu (engl. Separate Baptists) koja je imala stroge moralne standarde, te se protivila alkoholu, plesu i ropstvu. Thomas je u Kentuckyu imao dobar društevni status, te je sjedio u porotama, procjenjivao posjede, čuvao zatvorenike i sudjelovao u državnim ophodnjama za robove. Do vremena kada mu se rodio sin Abraham, Thomas je posjedovao dvije farme od 600 acre (240 ha), nekoliko gradskih parcela, konje i stoku. Bio je među najbogatijima u okrugu. Godine 1816. Thomas je izgubio cijelo zemljište na sudu zbog neispravnih papira o vlasništu. 
Obitelj je preselila na sjever preko rijeke Ohio u slobodno područje i krenula u novi početak u okrugu Perry, (danas okrug Spencer), savezna država, Indiana. U Indiani 1818., kada je Abraham imao devet godina, preminula mu je majka Nancy zbog otrovanja kravljim mlijekom koje je sadržavalo biljni toksin (tada bolest nepoznatog uzroka nazivala se engl. "milk sickness", te se smatralo da je zarazna). 
Nakon smrti majke, najstarija sestra, Sarah, brinula se o njemu dok se otac nije ponovno oženio 1819.g. Sarah je kasnije preminula u 20-ima prilikom rođenja mrtvorođenčeta.
Nova žena Thomas Lincolna bila je udovica Sarah Bush Johnston, majka troje djece.
Lincoln je postao vrlo blizak s pomajkom. Kao dječak Abraham nije bio previše vrijedan u kućanskim poslovima te su ga susjedi i prijatelji smatrali lijenim. Kasnije kao mladić, radio je sve poslove u kući koji su se očekivali od njega i bio sposoban radnik sa sjekirom u poslovima izrade ograda. Nakon što je pobijedio vođu lokalne bande u hrvanju, stekao je reputaciju za svoju snagu i smjelost. Lincoln je prihvatio i tada uobičajenu obavezu sina da svome ocu daje svu zaradu od rada izvan kuće do dobi od 21 godine. U kasnijim godinama Lincoln je posuđivao ocu novac u nekoliko navrata. S vremenom se udaljio od oca, djelomično zbog očeva neobrazovanja. Edukacija mladog Lincolna sastojala se od godine dana formalnog školovanja, te samoučenja i čitanja dostupnih knjiga. 
Tako je više puta pročitao Ezopove "Basne", "Robinson Crusoe" Daniela Defoea, Bibliju kralja Jamesa i autobigrafiju Benjamina Franklina.
Godine 1830. zbog straha od širenja bolesti (engl. milk sickness) obitelj seli uz rijeku Ohio u okrug Macon, država Illinois, koje je tada bila slobodna (bez ropstva) država  
Godine 1831. Thomas ponovno seli obitelj u novi dom u okrugu Coles, Illinois. Tada je ambiciozni 22-godišnjak odlučio potražiti bolji život i osamostalio se od obitelji. Spuštajući se kanuom niz rijeku Sangamon, Lincoln je završio u selu New Salem u okrugu Sangamon. U proljeće 1831. zaposlio ga je poslovni čovjek iz New Salema, Denton Offutt, te se s prijateljima u brodu s teretom spustio u New Orleans rijekama Sangamon, Illinois i Mississippi. Nakon dolaska u New Orleans, prvi puta je vidio ropstvo te se pješice vratio kući.

### Počeci
Godine 1832., u dobi od 23 godine Lincoln je s partnerom na pozajmicu kupio malu trgovinu u New Salemu. Iako je ekonomija u području bujala, posao nije išao najbolje te je Lincoln prodao svoj udio. Toga ožujka započeo je svoju političku karijeru i prvu predizbornu utrku za opću skupštinu (državno zakonodavno tijelo) savezne države Illinois (engl. Illinois General Assembly). Prije izbora Lincoln je služio u naoružanim postrojbama države Illinois tijekom rata s Black Hawkom. Na izborima 6. kolovoza nije izabran. Radio je u pošti te odlučio postati pravnik. Na drugoj izbornoj utrci 1834. bio je uspješan te je izabran u skupštinu, kao predstavnik stranke Whig. Godine 1836. primljen je u Pravnu komoru, preselio je u grad Springfield i počeo je raditi kao pravnik u uredu Johna T. Stuarta, rođaka Mary Todd. Stekao je reputaciju uspješnog odvjetnika. Od 1841. do 1844. bio je partner sa Stephenom T. Loganom, a kasnije s Williamom Herndonom. Odradio je četiri uzastopna mandata u nižem domu skupštine Illinoisa (engl. "Illinois House of Representatives"), kao predstavnik okruga Sangamon.
Tijekom zasjedanja 1835. – 36. glasao je za pravo glasa svim bijelim muškarcima bez obzira bili vlasnici zemlje ili ne. Zalagao se za ukidanje ropstva. Pratio je program koji je omogućavao naseljavanje slobodnih robova u Liberiji u Africi.

### Obitelj
Godine 1840. Lincoln se zaručio s Mary Todd, iz bogate robovlasničke obitelji iz Lexingtona, Kentucky. Sreli su se u Springfieldu, Illinois, u prosincu 1839., a sljedećeg prosinca su se zaručili. Vjenčanje planirano za 1. siječnja 1841. je otkazano na Lincolnov zahtjev. Kasnije su se ponovno sreli na zabavi i vjenčali se 4. studenog 1842. u vili u Springfieldu koja je bila vlasništvo Maryine udane sestre.
Godine 1844., par je kupio kuću u blizini pravnog ureda. Mary je bila kućanica. Robert Todd Lincoln je rođen 1843., Edward Baker Lincoln (Eddie) 1846. Edward je preminuo 1. veljače 1850., vjerojatno od tuberkuloze. "Willie" Lincoln je rođen 21. prosinca 1850., a umro je 20. veljače 1862. Četvrto dijete Thomas "Tad" Lincoln, rođen je 4. travnja 1853., a preminuo je od popuštanja srca u dobi od 18 godina 16. srpnja 1871. Robert je jedino dijete koje je preživjelo, te imalo vlastitu djecu. Smrt sinova značajno je utjecalo na oba roditelja. Mary se teško nosila s gubitkom djece i supruga te ju je Robert kratkotrajno smjestio u umobolnicu 1875. Otac Lincolnove supruge živio je u Lexingtonu, Kentucky, te je on kao i ostali u obitelji Todd živio od robova ili trgovine robovima. Lincoln je s njima bio blizak, te je povremeno posjećivao njihov posjed u Lexingtonu.

### Kongres
Tijekom 1830-ih Lincoln je bio postao član stranke Whig, sljedbenik Henryja Claya. Godine 1846. izabran je u Kongres SAD-a gdje je služio dvije godine kao jedini predstavnik svoje stranke u delegaciji države Illinois. U borbi za nominaciju stranke Whig za izbore 1848. Lincoln je procijenio da Clay ne može pobijediti, te dao potporu generalu Zachary Tayloru, koji je kasnije postao predsjednik. Lincoln se nada da će ga novi predsjednik postaviti na unosno mjesto načelnika Ureda za zemljišta (engl. General Land Office), ali nije. Ponuđen mu je ured guvernera u teritorijima Oregona, koji su bili demokratsko uporište, te bi to mjesto značilo kraj političke karijere, zbog čega je Lincoln odbio mjesto. 
Lincoln se vratio pravu u uredu u Springfieldu, gdje se bavio svim poslovima koje su mogli dopasti u ruke odvjetniku u preriji. Lincoln se bavio brojnim prijevozničkim slučajevima usred širenja nacije na zapad. Osobito slučajevima vlasnika riječnih brodova u tužbama s novoizgrađenim željezničkim mostovima. Prvotno je zastupao brodare, ali je kasnije radio za onoga tko ga je unajmio, a njegova reputacija je rasla. Čak je pred Vrhovnim sudom SAD-a nastupio u slučaju riječnog čamca koji je potonuo nakon što je udario u most. Godine 1849. dobio je patent za uređaj za plutanje koji omogućuje čamcima plovidbu kroz plitku vodu, te je do sada jedini američki predsjednik koji ima patent na svoje ime.

### Ropstvo
Tijekom 1850-ih ropstvo je bilo legalno u južnim državama SAD-a, dok je u većini sjevernih ukinuto. Lincoln je bio protiv ropstva i širenja ropstva na nove američke teritorije na zapadu. Vratio se u politiku kako bi se suprotstavio novom zakonu iz 1854. (Kansas–Nebraska Act) u koji je senator Stephen A. Douglas uklopio namjeru da naseljenici na novim teritorijima zapada imaju ovlast da sami odlučuju o ropstvu, a ne da o tome odlučuje Kongres. Kasnije 1854. Lincoln se kandidirao za mjesto u Senatu SAD kao predstavnik Illinoisa. U to vrijeme senatore su odabirali članovi predstavničkog zakonodavnog tijela savezne države. Nakon što je vodio u šest krugova izbora, podrška mu je počela slabjeti, te je Lincoln podržao kandidata Lyman Trumbulla, koji je pobijedio protivnika Joel Aldrich Mattesona. Članovi stranke Whig nepovratno su se podijelili oko novog zakona. Ostaci stare strane Whig, razočarani članovi Demokratske stranke i drugih manjih stranka bili su osnova u oblikovanju nove Republikanske stranke.
Tijekom 1857. – 58., senator Douglas se razišao s predsjednikom James Buchananom što je dovelo do borbe za vlast u demokratskoj stranci. U ožujku 1857. Vrhovni sud je u slučaju Dred Scott v. Sandford, donio odluku po kojoj američki crnci nisu građani SAD-a i nisu zaštićeni Ustavom SAD-a. Lincoln je osudio takvu odluku, te se pozvao na Deklaraciju nezavisnosti po kojoj su svi ljudi jednaki po neotuđivim pravima među kojima su život i sloboda.
Nakon što je Republikanska stranka nominirala Lincolna za mjesto u Senatu 1858., spremna je bila pozornica za izbornu utrku za zakonodavno tijelo Illinoisa, koje će odlučiti da li mjesto u Senatu ide Douglasu ili Lincolnu.
Predizborna utrka za Senat 1858. sastojala se od sedam debata između Lincolna i Douglasa, koje su najpoznatije debate u američkoj povijesti. Debate su privlačile mnoštvo od nekoliko tisuća. Iako su republikanci osvojili više glasova, više mjesta su osvojili demokrati te je u Senat otišao Douglas. Stranački čelnici su pozvali Lincolna da održi govor u New Yorku, grupi moćnih republikanaca. Svojim nastupom pokazao je intelektualno vodstvo koje ga je gurnulo u vrh stranke.

### Predsjednička nominacija 1860. g.
Konvencija republikanske stranke Illinoisa održana je od 09. – 10. svibnja 1860. u gradu Decature. Lincolnovi sljedbenici organizirali su izborni stožer kojeg su vodili David Davis, Norman Judd, Leonard Swett i Jesse DuBois, te je Lincoln dobio prvu podršku za predsjedničku kampanju. Dana 18. svibnja na nacionalnoj konvenciji republikanske stranke u Chicagu Lincolnovi prijatelji su obećanjima i manipulacijama osigurali Lincolnovu nominaciju, uz bivšeg demokrata iz države Maine, Hannibala Hamlina kao potpredsjedničkog kandidata.
U međuvremenu je Douglas izabran kao kandidat sjevernih demokrata, dok je njegov potpredsjednički kandidat bio Herschel Vespasian Johnson. Delegati iz 11 južnih robovlasičkih država napustili su demokratsku konvenciju zbog neslaganja s Douglasovim stavovima, te na kraju izabrali John C. Breckinridgea kao svojega kandidata.
Dok su Douglas i ostali kandidati putovali i održavali govore, Lincoln nije održavao govore. Pratio je kampanju i oslanjao se na entuzijazam republikanske stranke. Ljudi iz stranke odradili su potrebne zadatke koji su mu osigurali većinu na sjeveru. Tisuće republikanaca održavalo je govore koji su se prvo bazirali na stranačkoj platformi, a kasnije prepričavali život Lincolna, i isticali njegovo siromašno porijeklo.
Predizborni materijali republikanske stranke bili su znatno veći od materijala svih ostalih protivnika zajedno. Jedan pisac novina "Chicago Tribune" prodao je pamflet u kojem je opisao Lincolnov život u 100 000 do 200 000 kopija.
Dana 6. studenoga 1860. Lincoln je izabran kao 16. predsjednik SAD-a, pobijedivši demokratskog kandidata Stephena A. Douglasa, kandidata južnih demokrata John C. Breckinridge i Johna Bella kadidata nove stranke engl. Constitutional Union Party. Postao je prvi predsjednik iz republikanske stranke.
Kada je Lincolnova pobjeda postala očita, secesionisti su jasno izrazili da će napustiti Uniju prije nego Lincoln preuzme predsjedništvo u ožujku. Dana 20. prosinca 1860. Južna Karolina istupila je iz Unije što su do 1. vljeače 1861. učinile i Florida, Mississippi, Alabama, Georgia, Louisiana i Teksas. Šest država prihvatilo je novi ustav i objavili su novu državu pod nazivom Konfederacija Američkih Država. Predsjednik Buchanan i predsjednik u izboru Lincoln odbili su priznati Konfederaciju, te proglasili odcjepljenje ilegalnim. Konfederacija je izabrala Jefferson Davisa kao prijelaznog predsjednika 9. veljače 1861. Pokušano je nekoliko mirnih rješenja. Lincoln je donio zakon kojim je namjeravao zaštiti robovlasništvo u državama u kojima postoji. Na putu vlakom po Sjeveru, kojim je išao na svoju inauguraciju Lincoln se u pojedinim mjestima obraćao mnoštvu i političarima. U Baltimoreu je izbjegao ubojice uz pomoć šefa svog osiguranja Allana Pinkertona. Dana 23. veljače 1861. stigao je maskiran u Washington. U svome prvom obraćanju kao predsjednik jasno je uputio poruku Jugu kako ne namjerava ukinuti ropstvo u južnim državama.
Neuspjeh na mirovnoj konfereciji 1861. bio je jasan signal da zakonodavno rješenje nije moguće. U ožujku 1861. niti jedna odcjepljena država nije se ni pod kojim uvjetima htjela vratiti u Uniju. U međuvremenu je Lincoln sa svim republikanskim vođama zaključio da podijela Unije ne dolazi u obzir.

### Početak rata
Zapovjednik utvrde Fort Sumter, u Južnoj Karolini, Robert Anderson, poslao je zahtjev za namirnice u Washington, a Lincolnovu naredbu da se udovolji zahtjevu, u Konfederaciji su protumačili kao čin agresije. Dana 12. travnja 1861. vojne snage Konfederacije ispalile su hice na snage Unije u Fort Sumteru, što je dovelo do njihove predaje i početka američkog građanskog rata. Dana 15. travnja Lincoln je pozvao sve države da pošalju vojnike kako bi ponovno osvojili utvrde, obranili Washington i očuvali Uniju. Taj zahtjev doveo je države do toga da odaberu stranu. Virginia je proglasila odcjepljenje, a nagrađena je tako što je Richmond postao glavnim gradom Konfederacije. U sljedeća dva mjeseca odcjepljenje su proglasile Sjeverna Karolina, Tennessee i Arkansas. U državama Missouri i Maryland pokret za odcjepljenje bio je jak, ali države nisu istupile, dok je država Kentucky pokušala ostati neutralna.

### Preuzimanje Unije u ratu
Nakon pada Fort Sumtera, Lincoln je uvidio važnost preuzimanja kontrole nad ratom i donošenja sveukupne strategije gušenja pobune. Lincoln se našao pred do tada neviđenom političkom i vojnom krizom i odgovorio je kao vrhovni zapovjednik koristeći do tada najveće moći. Povećao je svoje vojne ovlasti, nametnuo pomorsku blokadu svih luka Konfederacije, raspodjelio novčana sredstva bez utjecaja Kongresa, ukinuo habeas corpus, te uhitio tisuće sumnjivih simpatizera Konfederacije. Lincolna je podupirao Kongres i veći dio stanovnika Sjevera. Uz sve to Lincoln je morao povećati simpatije Unije u robovlasničkim državama, te spriječiti da se sukob proširi i uključi ostale države svijeta.
Za početak morao je pridobiti podršku svih stranaka za ratne napore, te na svaki način spriječiti podjele među strankama. Dana 06. kolovoza 1861. potpisao je zakon kojim se sve robove koji se koriste za ratne napore Konfederacije zapljenjuje i oslobađa (engl. Confiscation Act). Tijekom kolovoza 1861. general John C. Frémont, inače kandidat republikanaca za predsjedničke izbore na izborima 1856., proglasio je bez konzultacije s Washingtonom, prijeki sud u državi Missouri. Proglasio je da svaki građanin kojeg se uhvati da nosi oružje može biti izveden na prijeki sud i streljan, i da će robovi osoba koja pomažu slobodu biti oslobođeni. 
Frémont je već bio tada optuživan za zanemarivanje područja pod svojim zapovjedništvom i za prijevare i korupciju. Lincoln je proglasio njegov proglas nevažećim, te je smatrao proglas političkom odlukom bez vojne značajnosti ili legalnosti. 
Afera Trent skoro je dovela do sukoba Unije s Velikom Britanijom. Američki ratni brod USS San Jacinto ilegalno je presreo britanski trgovački brod "Trent" i zarobio dva izaslanika Konfederacije koji su putovali njime. Britanci su protestirali, dok su Sjevernjaci slavili takav događaj. Lincoln je riješio spor pustivši dvojicu zarobljenika na slobodu. Lincoln je prvotno, vanjske poslove prepustio državnom tajniku Williamu Sewardu, zbog nedostatka iskustva. Sewardova reakcija u aferi Trent bila je previše ratoborna, te je Lincoln zatražio pomoć senatora Charlesa Sumnera, predsjednika odbora za vanjsku politiku i stručnjaka za britansku diplomaciju.
Lincoln je brzo učio vojne izraze, pratio sve telegrafske izvještaje, redovito konzultirao guvernere, te birao generale prema njihovom uspjehu, kao i saveznoj državi i stranci. U siječnju 1862. zbog pritužbi s nesposobnost i profiterstvo, smijenio je Simona Camerona kao ministra rata, te postavio Edwina Stantona. Stanton je bio jedan od mnogih konzervativnih demokrata koji je podupirao Breckenridgea na izborima 1860., a koji je pod Lincolnovim vodstvom postao borac protiv ropstva. Lincoln je naglašavao dva strateška cilja: obranu i sigurnost gl. grada Washingtona, te agresivni pristup kako bi se rat završio što prije (mnogi novinarski urednici očekivali su da će rat završiti za 90 dana).

### General McClellan
Nakon poraza Unije u prvoj bici kod Bull Runa i povlačenja ostarjelog Winfielda Scotta potkraj 1861., Lincoln je proglasio Georgea B. McClellana zapovjednikom svih jedinica Unije. McClellan je diplomirao na vojnom učilištu West Point, bio je dužnosnik na željeznici, te demokrat iz savezne države Pennsylvania. Trebalo mu je nekoliko mjeseci da isplanira i izvede svoj poluotočni pohod, što je bilo više nego što je Lincoln želio. Cilj pohoda je bilo osvajanje glavnog grada Konfederacije Richmonda, tako što bi brodovima prebacio  Vojsku Potomaca na poluotok te osvojio Richmond kopnenim putem. Brojna McClellanova odgađanja, te njegov stav da nisu potrebne vojne snage za obranu Washingotna frustrirale su Kongres i Lincolna.
Lincoln je zahtijevao dio McClellanovih trupa za obranu grada. McClellan koji je stalno precjenjivao vojnu moć Konfederacije, za neuspjeh svog pohoda, krivio je odluku da dio snaga ostane za obranu glavnog grada.
Lincoln je smijenio McClellana s mjesta glavnog zapovjednika u ožujku 1862. te postavio Henryja Wagera Hallecka, nakon što je McClellan u svome pismu Lincolnu (engl. "Harrison's Landing Letter") upozorio na oprez u vojnim naporima.
To pismo razljutilo je radikale među republikancima koji su izvršili pritisak na Lincolna da imenuje republikanca Johna Popea kao zapovjednika novooformljene Vojske Virginije.
Pope se složio s Lincolnovim strateškim namjerama da napadne Richmond sa sjevera kako bi zaštitio glavni grad. U drugoj bitci kod Bull Runa u ljeto 1862., vojska pod zapovjedništvo Popea je poražena zbog nedobivanja traženih pojačanja od McClellana, koji je zapovjedao Vojskom Potomaca. Poraz je doveo do toga da Vojska Potomaca drugi puta brani Washington. Rat se 1862. širio i na pomorske bitke. Tako je konfederalni brod CSS Virginia u bici kod Hampton Roadsa napao i uništio dva drvena broda Unije, prije nego što ga je napao i oštetio USS Monitor. Lincoln je detaljno preispitao mornaričke časnike i pregledao njihove zapise iz bitke.
Iako nezadovoljan McClellanovim neuspjehom da priskrbi pojačanja Popeu, Lincoln je bio očajan, te ga je vratio na mjesto zapovjednika svih vojnih snaga, na nezadovoljstvo svih političara osim Sewarda. Dva dana nakon povratka na zapovjedništvo, snage generala Roberta E. Leeja prešle su rijeku Potomac i ušle u Maryland, što je dovelo do bitke kod Antietama u rujnu 1862.
Pobjeda Unije bila je jedna od najkrvavijih u povijesti SAD-a i omogućila je Lincolnu da najavi da će u siječnju donijeti Proglas o emancipaciji (engl. "Emancipation Proclamation"). Kako je Proglas bio spreman i ranije, Lincoln je čekao vojni uspjeh kako ne bi proglašavanje bilo viđeno kao potez očajnika. 
McClellan se suprotstavio zahtjevima Predsjednika da krene za razbijenom južnjačkom vojskom u povlačenju, kao što je i general Don Carlos Buell odbio naređenje da Vojska Ohio krene na pobunjenike u istočnom dijelu države Tennessee. Lincoln je zamijenio Buella s Williamom Rosecransom, te nakon izbora 1862. McClellana je zamijenio republikancem Ambroseom Burnsideom. Obje zamjene su bili umjereni političari i više podržavali Predsjednika.
Burnside je protivno savjetima predsjednika pokrenuo napad preko rijeke Rappahannock i teško je poražen od snaga generala Leeja kod Fredericksburga u prosincu. Osim poraza, njegovi vojnici bili su nezadovoljni i nedisciplinirani. Dezertiranja tijekom 1863. bilo je u tisućama, što se nakon Fredericksburga i povećalo. Lincoln je doveo Josepha Hookera, unatoč njegovim povremenim govorima o potrebi uvođenja vojne diktature.
Na izborima 1862. republikanci su pretrpjeli nekoliko poraza, iako su i dalje zadržali većinu u Kongresu. 
U proljeće 1863., Lincoln je bio optimističan. Vjerovao je da bi nekoliko pobjeda za redom bilo dovoljno da završe rat. Nadao se uspješnom napadu Hookera na Leeja sjeverno od Richmonda, Rosecransovom napadu na Chattanoogu, Grantovom na Vicksburg i morskom napadu na Charleston.
Hooker je u bitci kod Chancellorsvillea u svibnju poražen od Leeja. Hooker je ignorirao Lincolnova naređenja da podijeli svoju vojsku kod Harper's Ferrya, što bi Leeja možda prisililo da učini isto, te je Hooker podnio ostavku koju je Lincoln prihvatio. Zamijenio ga je George Gordon Meade, koji je slijedio Leeja u Pennsylvaniju u Gettysburškoj kampanji, koja je bila pobjeda za Uniju iako je Lee izbjegao zarobljavanje. U isto vrijeme nakon početnog neuspjeha Grant je započeo opsadu Vicksburga, a mornarica Unije izvela je uspješan napad na luku u Charlestonu. Nakon bitke kod Gettysburga, Lincoln je shvatio da će njegove vojne odluke biti bolje prihvaćene ako idu generalima od zapovjednika, kako generali često nisu voljeli upletanja civila.

### Proglas o emancipaciji
Lincoln je shvatio da je federalna ovlast da ukine ropstvo ograničena Ustavom, koji je do 1865. odluku o ropstvu prenio na savezne države. Prije i tijekom izbora isticao je da bi eventualno ukidanje ropstva spriječilo širenje ropstva na nove američke teritorije. Na početku rata poticao je savezne države da prihvate tzv. kompenziranu emancipaciju (osoba koja ukine ropstvo dobivala je od države monetarnu ili neku drugu kompenzaciju). Lincoln je vjerovao da na taj način može izbrisati ropstvo. Odbio je dva zemljopisno ograničena pokušaja emacipacije (pokušaj generala Johna C. Frémonta u kolovozu 1861. i Davida Huntera u svibnju 1862.), zato što je smatrao da to nije unutar njihovih ovlasti i zato što nije htio uznemiravati granične robovlasničke države odane Uniji.
Dana 19. lipnja 1862. Kongres je donio zakon (koji je Lincoln podupro) kojime je zabranjeno ropstvo na svim federalnim teritorijima. U srpnju 1862. donesen je drugi zakon o zaplijeni (engl. Second Confiscation Act) koji je postavio sudske procedure kojime su mogli biti oslobođeni svi robovi osoba osuđenih za pomaganje u pobuni. Iako je Lincoln smatrao da Kongres nema ovlasti da oslobađa robove unutar saveznih država, odobrio je zakon, iako u suprotnosti sa zakonodavstvom. Smatrao je da takve ovlasti na temelju Ustava ima Predsjednik, i Lincoln je namjeravao iskoristiti ovlasti. Unutar svog kabineta Lincoln je raspravljao o nacrtu Proglasa, te je izjavio da kao prikladnu i nužnu vojnu mjeru, od 1. siječnja 1863. svi robovi unutar država Konfederacije će postati i zauvijek ostati slobodni.
Privatno Lincoln je zaključio kako robovska osnova Konfederacije treba biti uklonjena. Dio Lincolnove oporbe (npr. Copperhead) smartao je da je emancipacija kamen spoticanja u pokušaju mira i ponovnog ujedinjenja.
Proglas o emacipaciji izdan 22. rujna 1862., s aktivacijom od 1. siječnja 1863. proglasio je slobodnim sve robove u 10 južnih saveznih država van kontrole Unije, uz iznimku u područjima pod kontrolom Unije u dvije države. Sljedećih 100 dana Lincoln je pripremao vojsku i naciju za emacipaciju, dok su demokrati okupljali glasače i upozoravali ih na prijetnju koju predstavljaju slobodni robovi za bijelu populaciju na sjeveru. Nakon što je ukidanje ropstva postalo vojni cilj, vojske Unije su tijekom napredovanja prema jugu oslobađale sve više robova, sve dok njih tri milijuna u svim državama Konfederacije nisu oslobođeni. Tri dana nakon objavljivanja Proglasa 13 republikanskih guvernera na zajedničkoj konferenciji ratnih guvernera (engl. War Governors' Conference) poduprli su Proglas, ali su sugerirali smjenu generala Georgea B. McClellana s mjesta zapovjednika svih vojnih snaga Unije. Korištenje robova u vojnim redovima postala je službena politika odmah nakon Proglasa o emacipaciji, te je Lincoln pismima poticao vojne zapovjednike da regrutiraju što više bivših robova u vojsku. Do kraja 1863. na Lincolnovu direktivu general Lorenzo Thomas regrutirao je 20 pukovnija robova iz doline rijeke Mississippi.
No proglas, koliko god na papiru obećavao, isprva u praksi nije imao nikakvog učinka. Mnogi su ga nazvali licemjernim jer "oslobađa" robove na području koje Unija ne kontrolira, a ostavlja ih u lancima na područjima gdje ih može osloboditi. Vojni cilj kojem se Lincoln nadao, da će se robovi na pobunjenom Jugu dići na ustanak protiv svojih gospodara, nije se ostvario.
Bez obzira na sve to, Lincoln je proglasom postigao politički uspjeh jer je njime u očima Europljana prikazao Južnjake kao barbare koji žele zadržati robovlasnički sustav. Velika Britanija i Francuska, koje su do tada simpatizirale borbu Konfederacije za neovisnost, sada okreću svoju podršku Uniji. 

### General Grant
Meadeov neuspjeh da zarobi Leejevu vojsku dok se povlačila s Gettysburga i stalna pasivnost Vojske Potomaca, uvjerila je Lincolna da je potrebna promjena u zapovjedništvu.
Pobjeda generala Ulyssesa S. Granta u bitci kod Shiloha i kampanja Vicksburg dojmile su Lincolna i Grant je postao snažan kandidat za mjesto zapovjednika Vojske Unije.
Lincoln je smatrao da vojska s Grantom na čelu može neumorno koordinirano napadati na nekoliko bojišta, te imati vrhunskog zapovjednika koji pristaje na bivše robove u svojim redovima. Ipak Lincoln je bio zabrinut zbog mogućnosti da se Grant kandidira na predsjedničkim izborima 1864., kao što je general McClellan. Uz pomoć posrednika ispitao je Grantove političke namjere, te kada se uvjerio da ih nema, Senatu je predložio Grantovo unaprijeđenje u zapovjednika Vojske Unije. Zadobio je pristanak Kongresa da Grant dobije čin general pukovnika, koji do tada nije imao nitko od Georgea Washingtona.
Tijekom 1864. Grant je vodio krvavu kampanju Overlord, u kojoj je Unija imala brojne gubitke u bitkama poput one kod Wildernessa ili Cold Harbora. Snage Konfederacije, iako su imale obrambene pozicije, također su trpjele velike gubitke. Konfederaciji su nedostajala pojačanja, te je vojska bila prisiljena se utvrditi izvan grada Petersburga, savezna država Virginia, gdje je Grant započeo opsadu. To je omogućilo Lincolnu da posjeti Granta, i da dobije izravno od Granta i Williama Tecumseha Shermana, koji je bio u iznenadnom posjetu kod Granta, podatke o borbama. Lincoln i republikanska stranka mobilizirali su se u podršci novačenju, te su brzo zamijenili Grantove gubitke. 
Lincoln je dozvolio Grantu da napada infrastrukturu Konfederacije, kao što su plantaže, željeznice, mostovi, kako bi uništio moral Juga i oslabio njegovu ekonomsku moć. Grant je napadima prekinuo promet na tri željezničke pruge koje su povezivale Richmond s ostatkom Juga, dok su generali Sherman i Philip Sheridan uništavali plantaže i gradove u dolini Shenandoaha u Virginiji. General Konfederacije Jubal Anderson Early započeo je niz napada na Sjever kako bi zaprijetio glavnom gradu. Nakon nekoliko poziva Grantu da obrani Washington, Sheridan je postavljen te je prijetnja od generala Earlya zaustavljena.
Kako je Grant slabio Leejeve snage, započeli su napori da se pregovara o miru. Potpredsjednik Konfederacije Stephens vodio je skupinu na sastanku s Lincolnom, Sewardom i ostalima u Hampton Roadsu. Lincoln je odbio sve pregovore u kojima je Konfederacija jednakopravna, te prekinuo sastanak. Njegov jedini razlog sastanka je bio prekid borbi.
Dana 1. travnja 1865. Grant je zaobišao Leejeve snage u bitci kod Five Forksa i uspio opkoliti Petersburg, na što je Vlada Konfederacije napustila Richmond. Nekoliko dana nakon što je pao Richmond, Lincoln je posjetio napušteni grad. Dana 9. travnja Lee se predao Grantu kod Appomattoxa te je rat praktički bio gotov.

### Ubojstvo
John Wilkes Booth bio je dobro poznati glumac i špijun Konfederacije iz Marylanda. Iako nikada bio u Vojsci Konfederacije imao je kontakte s tajnom službom Konfederacije. Godine 1864. Booth je smislio (sličan planu Thomasa N. Conrada) oteti Lincolna i tražiti zamjenu za oslobađanje zarobljenika. Nakon što je 11. travnja 1865. slušao Lincolnov govor o planovima da robovima da pravo glasa, odlučio je ubiti predsjednika. Kada je saznao da predsjednik, njegova supruga Mary i zapovjednik vojske Ulysses S. Grant namjeravaju posjetiti Fordovo kazalište, Booth i suradnici su smislili plan ubiti potpredsjednika Andrewa Johnsona, državnog tajnika Williama H. Sewarda i generala Granta. Dana 14. travnja, bez glavnog tjelohranitelja, Warda Hilla Lamona, Lincoln je krenuo u kazalište na predstavu "Our American Cousin". U zadnji tren Grant i supruga odlučili su otputovati u Philadelphiju umjesto na predstavu.
Lincolnov tjelohranitelj, John Parker, napustio je kazalište tijekom pauze i s Lincolnovim kočijašem otišao u susjedni Star Saloon na piće. Nečuvani predsjednik sjedio je u loži na balkonu. Booth je iskoristio trenutak, prišuljao mu se s leđa i oko 22:13, naciljao stražnju stranu Lincolnove glave i iz neposredne blizine ispalio jedan metak, smrtno ga ranivši. Časnik Henry Rathbone istog trena napao je Bootha, koji se othrvao usput ranivši časnika.
Nakon deset dana u bijegu, Bootha s pronašli na farmi u saveznoj državi Virginia nekih 48 km južno od glavnog grada. Nakon kratke borbe sa snagama Unije, 26. travnja Bootha je ubio narednik Boston Corbett.
Vojni kirurg Charles Leale koji je sjedio u blizini u kazalištu priskočio je u pomoć Lincolnu. Ranjeni Lincoln bio je bez svijesti, jedva je disao, te je bio bez pulsa. Liječnik je ustanovio da je ranjen u glavu, a ne kako se prvotno pretpostavljalo uboden u rame. Lincoln je prenesen na drugu stranu ulice u kuću Petersen.
Nakon što je bio u komi devet sati, Lincoln je preminuo u 07:22 15. travnja 1865. Lincolnovo tijelo omotano zastavom po kišnom vremenu prenesli su u Bijelu kuću, gologlavi časnici, dok su sve crkve u gradu zvonile.
Potpredsjednik Johnson prisegnuo je za Predsjednika u 10:00 dan nakon ubojstva. Lincolnovo tijelo ležalo je u Istočnoj sobi, a nakon toga u rotundi kapitola (engl. Capitol Rotunda) od 19. do 21. travnja. Tri tjedna vlakom je njegovo tijelo prevoženo gradovima Sjevera te su održave pogrebne svečanosti kojima su prisustvovale tisuće, dok su brojni ljudi duž pruge pratili vlak.

## Vanjske poveznice
- The Lincoln Institute (en)
- Mr. Lincoln's White House (en)
- Mr. Lincoln and Freedom (en)
- Mr. Lincoln and Friends (en)
- Mr. Lincoln and New York (en)